# Valentindagsmassakern

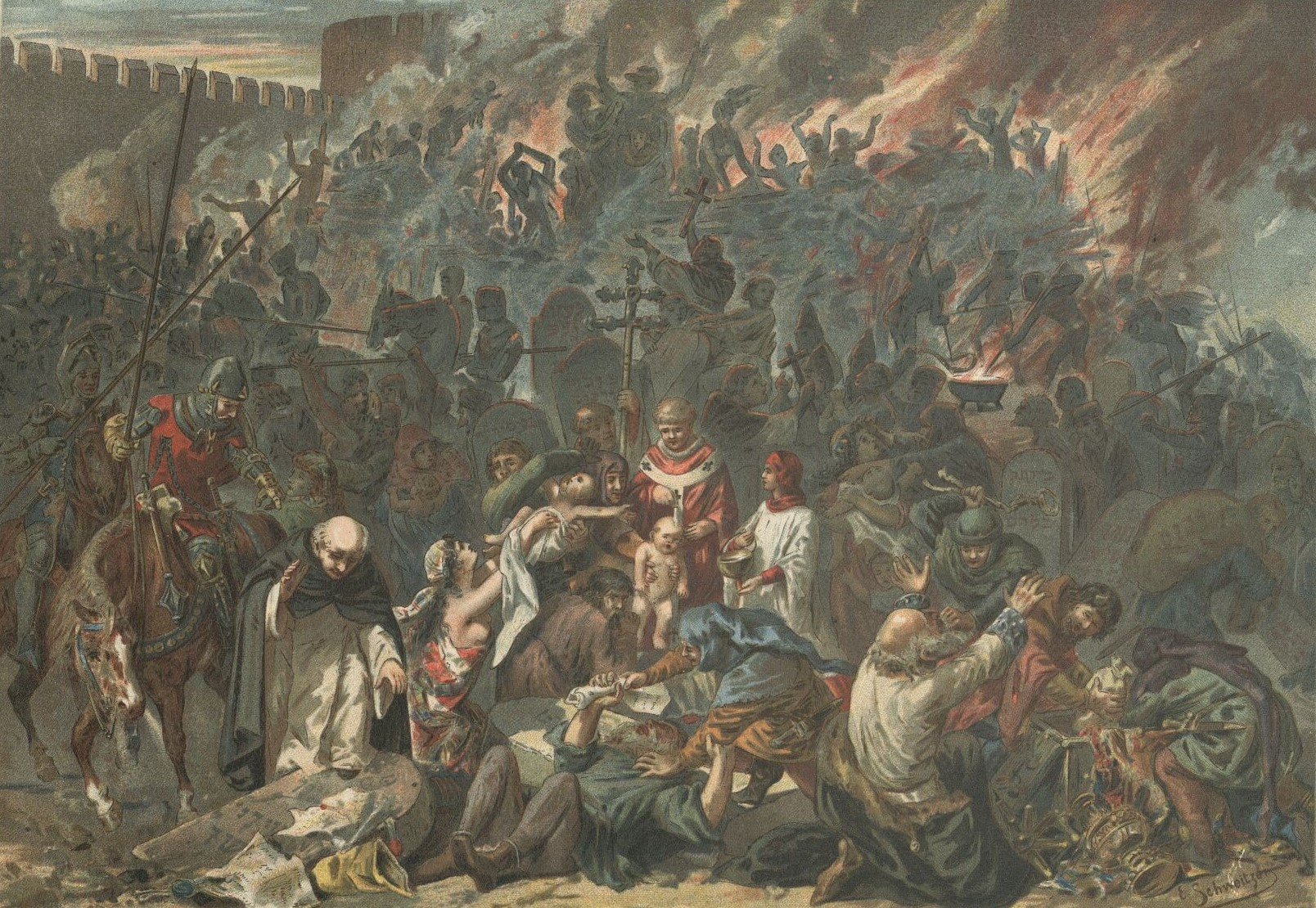
Valentindagsmassakern

Valentindagsmassakern inträffade i det då tyska Strasbourg den 14 februari 1349.  Den tillhör de mest kända av alla de många pogromer under digerdöden, när judarna beskylldes för att ha orsakat pesten genom att förgifta brunnarna. Den är även en av de mest väldokumenterade, då den beskrivs utförligt av två närvarande krönikörer, Matthias von Neuenburg och Fritsche Closener.

## Historik
Under 1348 cirkulerade många rykten om digerdöden i söder, som då ännu inte hade nått Strasbourg, och att den hade orsakat av judarna som hade förgiftat brunnarna. I Strasbourg fanns en stor judisk befolkning. 
Uppenbarligen hade myndigheterna i Strasbourg skickat ut förfrågningar till myndigheterna i andra städer runtomkring för att förhöra sig om det låg någon sanning i ryktena. 15 november 1348 fick Strasbourgs borgmästare Konrad von Winterthur ett svar från Rodolphe d'Oron och Michel de Vevey på staden Lausannes vägnar, som hävdade att ryktena var sanna.   De hade själva arresterade en judisk man vid namn Bona Deis, som efter tortyr hade erkänt sig skyldig till en sådan anklagelse, och att många fler judar och även några kristna giftmördare hade bränts på bål och pålspetsats för samma brott.   De förmedlade kontakt med slottsfogden i Chillon i Savojen, som redogjorde för en stor undersökning som hade ägt rum från september till oktober 1348. Slottsfogden i Chillon uppgav att han hade arresterat en judisk läkare vid namn Balavigny för att ha förgiftat brunnen i Chambery med pest. Under tortyr ska denna ha erkänt att han gjort detta på order av rabbi Jakob av Toledo, och att judiska rabbiner gett samma order till andra judar hela vägen från städerna i Savojen till Venedig, Syditalien, Sydfrankrike och Bryssel, och att det därmed förekom en judisk konspiration.   Många andra judar hade sedan arresterats och under tortyr bekänt sig skyldiga, och på order av greven i Savojen hade alla judar i Villeneuve bränts på bål, och även deras kristna beskyddare avrättats.    Denna rapport till Strasbourg är en av de mest berömda beskrivningarna av förföljelserna av judar under digerdöden. 
Myndigheterna i Strasbourg tycks ha varit ovilliga att tillåta liknande förföljelser av de slag som ägt rum i Savojen och Schweiz, och de följande månaderna var lugna i staden. Den 12 januari 1349 sände stadsrådet i Köln ett brev till stadsrådet i Strasbourg, där de tog upp frågan om de rykten som cirkulerade om att judarna hade orsakat pesten genom att förgifta brunnarna. Stradsrådet i Köln varnade rådet i Strasbourg att skydda judarna och inte tillåta allmänheten att iscensätta förföljelser mot judarna, för om väl en mobb fick sin vilja fram kunde den resultera i uppror även mot själva myndigheterna.   Myndigheterna tycks ha följt denna linje. På Elsass-städernas möte i Benfeld samma månad förklarade Strasbourgs representanter offentligt att de rykten som gick om judarna hade undersökts men att inga bevis på deras skuld hade återfunnits.
Samtidigt växte spänningarna i området, då det ryktades att pesten närmade sig från söder. Det fanns också en fientlighet mot judarna i Strasbourg bland områdets biskopar och godsägare, som hade stora skulder till de judiska bankirerna. Under måndagen och tisdagen 9-10 februari förekom oroligheter i Strasbourg som resulterade i en kupp, då stadens råd attackerades och de rådsmän som var emot judeförföljelser tvingades avgå från sina poster i rådet och lämna ifrån sig stadens nyckel och sigill.   Onsdag 11 februari svors istället en judefientlig borgmästare in. 
Lördagen 14 februari ägde pogromen rum mot stadens judar med borgmästarens stöd. En del judar, bland dem de flesta av kvinnorna och barnen, erbjöds att konvertera till kristendomen och kunde därför rädda sig från bålet, medan de övriga rånades, kläddes av nakna och tvingades in i ett hus, som sedan brändes på order av de nya rådsherrarna.   Några dagar senare anklagades även de tvångskonverterade judarna för förgiftning av brunnarna, torterades till erkännande och brändes 20 februari. 
Den 8 juli 1349 nåddes sedan Strasbourg av digerdöden. 